# Les Poings dans les poches
Pour plus de détails, voir Fiche technique et Distribution.
Les Poings dans les poches (titre original  : I pugni in tasca) est un film italien de Marco Bellocchio, sorti en 1965.
Avec Prima della rivoluzione, Les Poings dans les poches est considéré comme un film précurseur des mouvements sociaux de 1968.

## Synopsis
Perdu dans l'admiration de son frère Augusto qui rêve de départ, et l'amour coupable qu'il voue à sa sœur Giulia, Alessandro, entre crises d'épilepsie et débilité congénitale, tente de détruire l'oppression familiale.

## Fiche technique
- Titre original : I pugni in tasca
- Titre français : Les Poings dans les poches
- Titre anglais : Fists in the Pocket
- Réalisation : Marco Bellocchio
- Décors : Rosa Sala
- Costumes : Gisella Longo
- Photographie : Alberto Marrama
- Montage : Silvano Agosti
- Musique : Ennio Morricone
- Production : Enzo Doria
- Société(s) de production : Doria Cinematografica
- Pays d'origine :   Italie
- Langue : italien
- Format : Noir et Blanc
- Genre : drame
- Durée : 105 minutes
- Dates de sortie : 31 octobre 1965 ( Italie)

La version présentée depuis 2016 a été restaurée par la Cinémathèque de Bologne. Il y figure la scène du baiser entre Alessandro et Giulia qui n’avait pas été retenue par Bellocchio dans la version d’origine en raison de la possible censure d’une situation incestueuse dans l’Italie des années 1960.

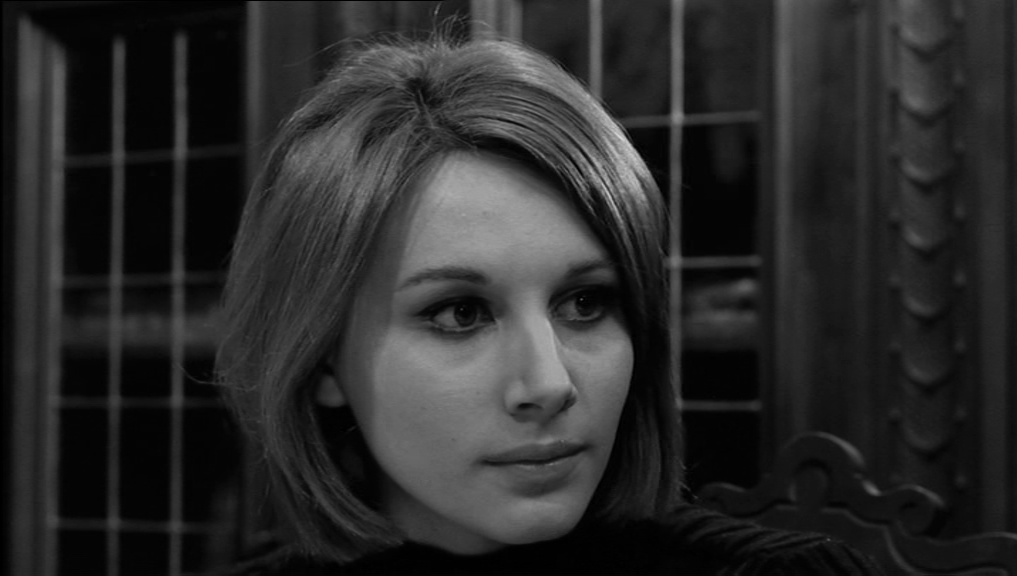
Paola Pitagora.

## Distribution
- Lou Castel : Alessandro
- Paola Pitagora : Giulia
- Marino Masè : Augusto
- Liliana Gerace (it) : la mère
- Pierluigi Troglio : Leone
- Jenny MacNeil : Lucia
- Irene Agnelli : Bruna

## Critique
Sur le site « Allociné », ce film obtient, comme treize autres (à savoir : Les Moissons du ciel de Terrence Malick, Le Dictateur de Charlie Chaplin, Les Chaussons rouges de Michael Powell et Emeric Pressburger, Il était un père de Yasujirō Ozu, L'Éventail de Lady Windermere d'Ernst Lubitsch, E.T., l'extra-terrestre de Steven Spielberg, Le Mécano de la « General » de Clyde Bruckman et Buster Keaton, El topo d'Alejandro Jodorowsky, In girum imus nocte et consumimur igni de Guy Debord, Mon oncle de Jacques Tati, Voyage au bout de l'enfer de Michael Cimino, Kagemusha, l'Ombre du guerrier de Akira Kurosawa, et Aguirre, la colère de Dieu de Werner Herzog) la note critique maximale de cinq étoiles de la part de la presse. Dans ce « classement des meilleurs films de tous les temps » (un classement très provisoire, car il peut être remis en cause à chaque nouvelle prise en compte d'un titre de presse), il arrive en huitième position, n'ayant été, lui, noté que par cinq journaux (par comparaison, le premier de la liste Les Moissons du ciel s'est vu décerner cinq étoiles par dix titres de presse).